# Paavo Lukkariniemi
Paavo Lukkariniemi (* 14. April 1941 in Ylitornio) ist ein ehemaliger finnischer Skispringer.
Lukkariniemi, der für den Ounasvaaran Hiihtoseura startete, absolvierte sein erstes internationales Springen am 27. Dezember 1964 in Oberstdorf. Er beendete das Springen auf dem 15. Platz. Ein Jahr später sprang er beim Auftaktspringen der Vierschanzentournee 1965/66 erstmals aufs Podium und erreichte den 3. Platz. Beim Springen in Partenkirchen am 1. Januar 1966 konnte er erstmals ein Springen gewinnen. Es war der einzige Sieg seiner Karriere. Nach einem 5. Platz in Innsbruck und einem 20. Platz in Bischofshofen wurde er am Ende in der Tournee-Gesamtwertung Vierter.
Bei der Nordischen Skiweltmeisterschaft 1966 gewann er auf der Normalschanze hinter Bjørn Wirkola und Dieter Neuendorf die Bronzemedaille.

## Erfolge

### Schanzenrekorde
| Ort       | Land     | Weite               | aufgestellt am | Rekord bis |
| --------- | -------- | ------------------- | -------------- | ---------- |
| Vikersund | Norwegen | 116,5 m (HS: 225 m) | 1960           | 1966       |